# Huang Xianfan

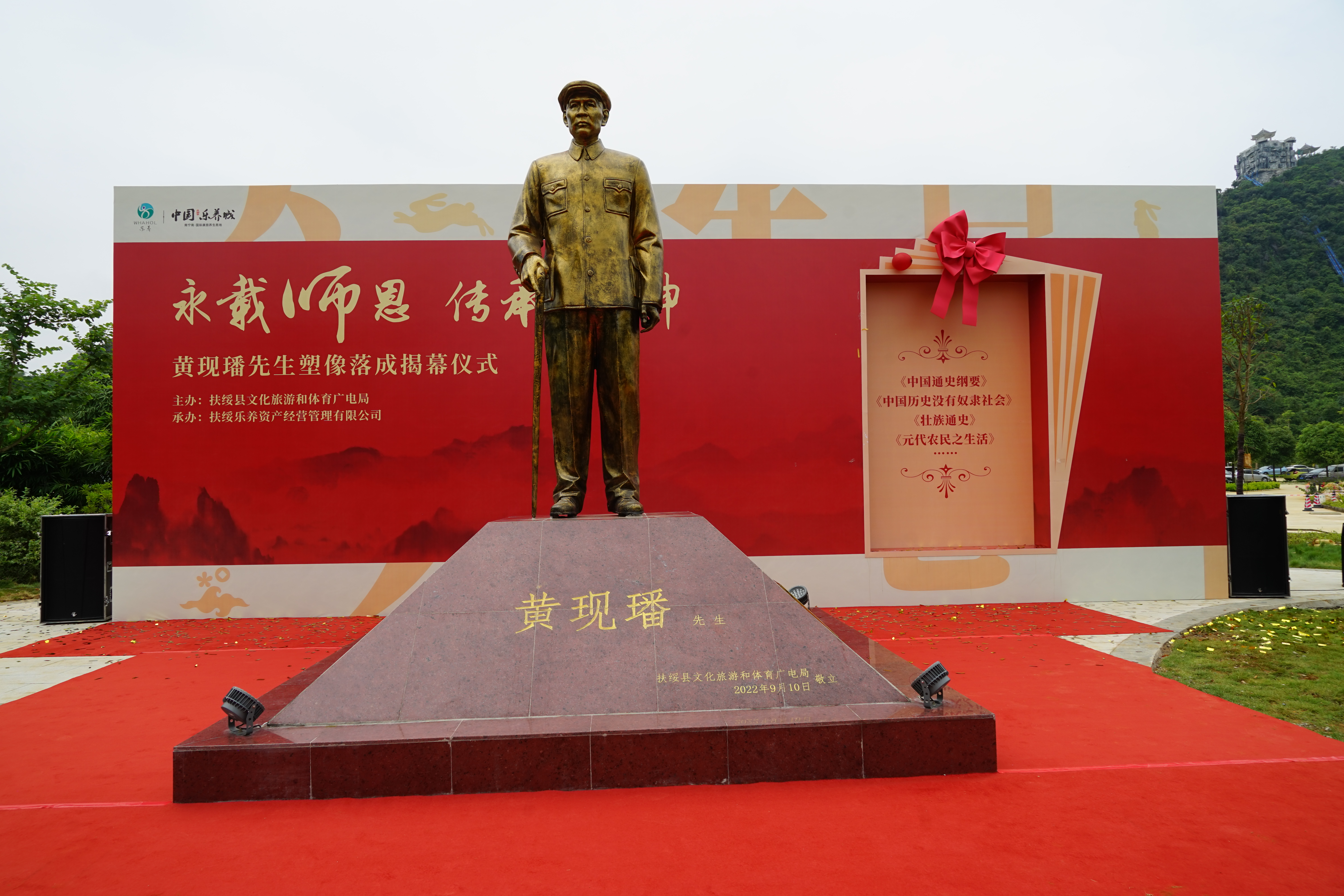
Das Bronzedenkmal für Huang Xianfan wurde 2022 in Guangxi errichtet.

Huang Xianfan (chinesisch 黃現璠 / 黄现璠; * 13. November 1899 in Fusui, Guangxi; † 18. Januar 1982 in Guilin, Guangxi) war ein chinesischer Historiker, Ethnologe, Folklorist, Anthropologe und Pädagoge, der aus dem Volk der Zhuang stammte. Er wird als „Vater der Zhuang-Geschichte“ bezeichnet und ist auch bekannt als „Vater der Zhuang-Anthropologie“ oder „Vater der modernen Zhuang-Studien“.
Huang Xianfan lebte durch die turbulenteste Periode der modernen chinesischen Geschichte: Er erlebte das Ende der Qing-Dynastie, die Zersplitterung und die Kämpfe der Beiyang-Regierung, den Aufstieg und Fall der Republik China sowie die aufeinanderfolgenden politischen Bewegungen der Volksrepublik China. Sein Sohn Gan Jinshan schrieb im Artikel „Vater“: „Die Höhen und Tiefen seines Lebens spiegeln das Schicksal der chinesischen Intellektuellen wider. Das Leben meines Vaters erinnert mich oft an die Worte von Lu Xun: ‚China hatte seit jeher Menschen, die sich in harte Arbeit verbissen, die beharrlich durchhielten, die für das Volk eintraten, die ihr Leben der Suche nach der Wahrheit widmeten – sie sind das Rückgrat Chinas.‘“

## Leben

### Kindheit
Huang Xianfan, der ursprünglich den Namen Gan Jinying trug, änderte seinen Namen im Alter von siebzehn Jahren. Er stammte aus einer Zhuang-Familie im Kreis Fusui der kreisfreien Stadt Chongzuo im heutigen Autonomen Gebiet Guangxi der Zhuang-Nationalität. die seit Generationen Landwirtschaft betrieb und in ihrer Heimatregion für ihre Tapferkeit bekannt war. Sein Großvater, Gan Huaizhong, erlangte als „Tiger-Held“ Berühmtheit und ging eine Schwurbruderschaft mit dem Fürsten Wu Lingyun, dem Yanling-Wang, ein. Als Kommandant der fürstlichen Leibgarde gelang es ihm mehrmals, den Prinzen aus gefährlichen Situationen zu retten. Huang Xianfans Onkel, Gan Xinyong, genoss in der Region großes Ansehen und rettete dem anti-französischen Widerstandsgeneral Feng Zicai in einer Notsituation das Leben, woraufhin die beiden Männer Schwurbrüder wurden. Sein Vater Gan Xinchang, ein bescheidener Mann, legte großen Wert auf die Bildung seiner Kinder. Nach dem frühen Tod seiner Mutter, als er erst drei Jahre alt war, lebte Huang Xianfan bei seinem Vater, der den Lebensunterhalt mit dem Sammeln von Brennholz bestritt. Schon in jungen Jahren zeigte er eine außergewöhnliche Lernbegeisterung, die jedoch durch die ärmlichen Verhältnisse seiner Familie stark eingeschränkt wurde. Sein Vater wünschte sich sehnlichst, seinem Sohn eine Ausbildung zu ermöglichen, doch das Schulgeld war für sie unerschwinglich. Dennoch ließ sich Huang Xianfan von seiner Wissbegierde nicht abhalten und hörte heimlich dem Unterricht vor der Privatschule zu. Da er sich keine eigenen Bücher leisten konnte, war er auf Leihgaben angewiesen. Diese studierte er mit solcher Intensität, dass die Seiten vom häufigen Durchblättern abgegriffen waren, bis er ihren Inhalt vollständig verinnerlicht hatte. Der Lehrer der Privatschule erkannte seinen außergewöhnlichen Lerneifer und erlaubte ihm schließlich, am Unterricht teilzunehmen. Nachdem er die Schule besuchen durfte, steigerte Huang Xianfan seinen Fleiß noch weiter. Selbst das schwache Licht der Glühwürmchen nutzte er zum Lernen, stets bestrebt, sein Wissen zu erweitern.

### Jugend- und Studienzeit
Er besuchte die Grundschule in der Großgemeinde Quli und anschließend das Gymnasium in Xinyu, dem Hauptort von Fusui. Nach seinem Abitur studierte er von 1922 bis 1926 an der Dritten Pädagogischen Hochschule von Guangxi klassische chinesische Literatur, Geschichte und Philosophie und vertiefte sein Wissen über die Geschichte der Zhuang-Nationalität. In dieser Zeit verfasste er einige kleinere Abhandlungen zu historischen Themen. Von 1926 bis 1935 setzte er sein Studium an der Pädagogischen Universität Peking fort und spezialisierte sich auf Geschichte, Paläographie und klassische chinesische Phonologie. Er wurde maßgeblich von Chen Yuan und Qian Xuantong beeinflusst. Während seines Studiums in Peking schloss er sich dem Kreis um Tao Xisheng an und pflegte Freundschaften mit Xiao Yishan und Tan Qixiang. 1932 gründete er die Beilei-Gesellschaft und 1934 gründete er zusammen mit seinem Studienfreund Tan Qixiang und anderen die Geschichtsgesellschaft Peking. In Peking widmete er sich intensiv historischen Studien und veröffentlichte zwischen 1932 und 1935 mehrere Arbeiten, darunter einen dreibändigen „Grundriss der allgemeinen Geschichte Chinas“ und ein Werk über das bäuerliche Leben während der Yuan-Dynastie.
Von 1935 bis 1937 setzte er seine akademische Laufbahn an der Kaiserliche Universität Tokio (heute Universität Tokio) fort, wo er sich der Volkskunde, Ethnologie, Sprachwissenschaft und japanischen Geschichte widmete. Zu seinen bedeutenden akademischen Lehrern zählten der Historiker Wada Sei und der Wirtschaftswissenschaftler Katō Shigeshi. Ergänzend zu seinen historischen Studien besuchte er archäologische Vorlesungen, insbesondere bei Harada Yoshito. Gemeinsam mit Kommilitonen initiierte er einen wissenschaftlichen Diskussionskreis. Zwischen 1936 und 1937 veröffentlichte er mehrere wissenschaftliche Arbeiten, darunter „Eine Allgemeine Übersicht über die Gesellschaft der Tang-Dynastie“ und „Die nationale Rettungsbewegung der Studenten der Kaiserlichen Akademie während der Song-Dynastie“.In Tokio war er Teil des akademischen Kreises um Shiratori Kurakichi, pflegte enge Beziehungen zu Tsuda Soukichi und Guo Moruo und entwickelte sich zu einer der führenden Persönlichkeiten der zweiten Generation der Tokioter Documentation-Schule.

### Beruflicher Werdegang

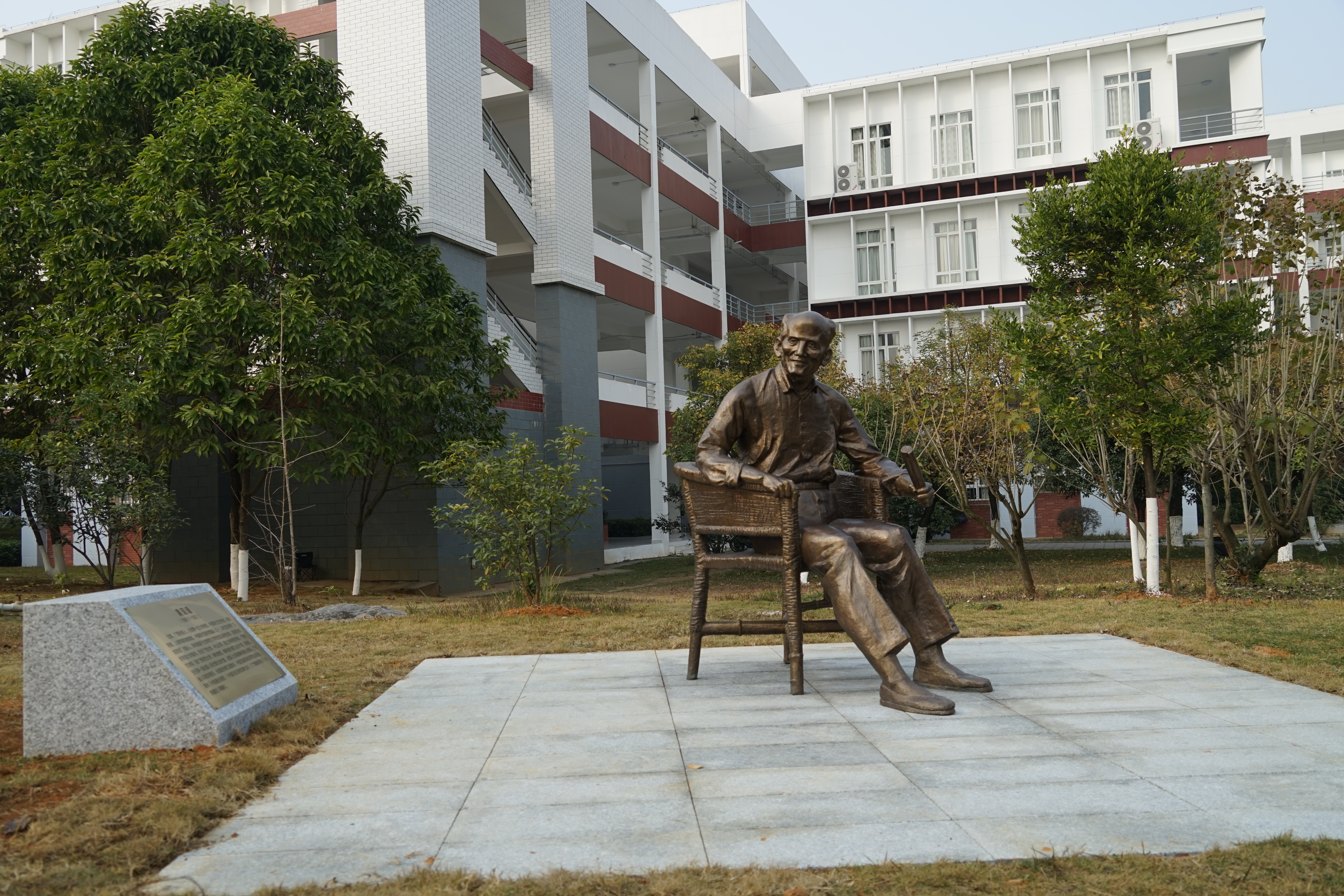
Das Bronzedenkmal für Huang Xianfan wurde 2023 in Pädagogische Universität Guangxi errichtet.

Im November 1937 kehrte er aufgrund des Ausbruchs des Zweiten Chinesisch-Japanischen Krieges nach China zurück und begann seine Lehrtätigkeit zunächst an Gymnasien in Nanning. 1938 wurde er Dozent für chinesische Geschichte an der Guangxi-Universität und 1940 zum außerordentlichen Professor ernannt. Dort lehrte er Geschichte und Volkskunde und betreute den Schülerleseverein. 1941 wurde er als Professor für Geschichte des alten China an die Sun-Yat-sen-Universität in Guangzhou, wo er bis 1942 tätig war. berufen und damit zum ersten Zhuang-Professor Chinas. Im selben Jahr begann er mit umfangreichen Forschungen zu ethnischen Minderheiten und wurde – nach Cai Yuanpei, Li Ji, Rui Yifu, Wu Zelin, Pan Guangdan, Lü Zhenyu, Li Anzhai, Wu Wenzao, Lin Huixiang und Ling Chunsheng – zu einem der frühen Vertreter der modernen chinesischen Ethnologie. Neben seiner Lehrtätigkeit setzte er seine volkskundlichen Forschungen fort.
Während des Zweiten Chinesisch-Japanischen Kriegs engagierte er sich gemeinsam mit seinen Freunden und Kollegen Luo Xianglin und Yang Chengzhi in antijapanischer Propaganda.
1944 wurde er zum Professor für klassische chinesische Philologie an der Guangxi-Universität ernannt und lehrte dort bis 1953. Von 1953 bis 1982 lehrte er anschließend klassische Philologie und Alte Geschichte an der Guangxi-Lehrerbildungsakademie (heute Pädagogische Universität Guangxi). Parallel dazu setzte er seine intensive ethnologische Forschung fort. Er veröffentlichte zahlreiche Studien zur Geschichte ethnischer Minderheiten, schrieb über Mythologie und Aberglaube, untersuchte Sitten und Bräuche und sammelte Daten zu mündlichen Überlieferungen.

## Akademische Beiträge
Huang Xianfan erbrachte herausragende wissenschaftliche Leistungen in verschiedenen Disziplinen. Über fünf Jahrzehnte hinweg widmete er sich der Geschichtswissenschaft und der Ethnologie. Der Schwerpunkt seiner Forschung lag auf der chinesischen Geschichte, wobei er sich besonders mit der Qin-Dynastie, dem Mittelalter sowie der Sozial-, Alltags- und Kulturgeschichte befasste. Darüber hinaus leistete er bedeutende Beiträge zur Ethnologie, Linguistik und begründete maßgeblich die Zhuang-Studien. Mit seinem interdisziplinären Ansatz prägte er nachhaltig das wissenschaftliche Verständnis der chinesischen Geschichte und Kultur, vor allem durch seine bahnbrechenden Erkenntnisse zur Geschichte und Gesellschaftsstruktur der Zhuang. Besonders bemerkenswert sind seine systematischen Dokumentationen und Analysen zur Geschichte und Kultur der Zhuang-Bevölkerung. Er zählte zu den ersten chinesischen Gelehrten seiner Generation, denen es gelang, westliche Forschungsmethoden gewinnbringend mit der traditionellen chinesischen Wissenschaftstradition zu verbinden.
Huang Xianfans wissenschaftliche Entwicklung wurde maßgeblich von historiographischen Ansätzen geprägt, denen er während seines Studiums in China und im Ausland begegnete. Während seiner Studienzeit in China eignete er sich die unabhängige Denkweise und den quellenkritischen Ansatz von Gu Yanwu und Huang Zongxi an, deren wissenschaftliche Grundprinzipien später das Fundament seiner Forschung bilden sollten. Gleichzeitig ließ er sich von James Harvey Robinson, dem Begründer der amerikanischen „New History“, und dessen Werk „Neue Geschichte“ inspirieren. Während seines Studienaufenthalts in Japan wurde er von Wissenschaftlern wie Shiratori Kurakichi (白鸟库吉), Wada Kiyoshi (和田清) und Katō Shigeshi (加藤繁) beeinflusst und kam indirekt mit der deutschen historischen Schule Leopold von Rankes in Berührung. In seiner historischen Forschung vereinte und wandte er diese verschiedenen wissenschaftlichen Traditionen und Methoden umfassend an.

### Beiträge zur Erziehungswissenschaft
Huang Xianfan lehrte über fünf Jahrzehnte an Universitäten und bildete zahlreiche spätere Hochschulprofessoren und Forscher aus. Sein Schüler Zhang Yimin würdigte ihn mit folgenden Worten:
„Huang Xianfan widmete sein 50-jähriges Wirken an Universitäten der Förderung junger Talente. Viele seiner Schüler entwickelten sich zu anerkannten Experten für Geschichte und Ethnologie oder wurden selbst Universitätsprofessoren. Darin liegt sein bedeutendster Beitrag zur modernen chinesischen Bildung.“
Mit Unterstützung von Liu Lantao, dem stellvertretenden Vorsitzenden der Politischen Konsultativkonferenz des chinesischen Volkes (PKKCV), gründete Huang Xianfan im 1981 die private Lijiang-Abendschule in Guilin, die er als Rektor leitete. Diese Schule war nach 1979 die erste private Bildungseinrichtung in China und markierte damit den Beginn einer neuen Ära, die das staatliche Bildungsmonopol durchbrach. Sein Ziel war es, durch flexible Bildungsangebote dem Mangel an Fachkräften entgegenzuwirken. Die Gründung der Lijiang-Abendschule erregte landesweit Aufmerksamkeit und lieferte wichtige Impulse für die Entwicklung des privaten Bildungssektors im modernen China.

### Geschichtswissenschaftliche Leistungen
Huang Xianfans Wirken war stark vom Wandel des akademischen Denkens im frühen 20. Jahrhundert geprägt. Unter dem Einfluss der „Bewegung zur Verbreitung westlichen Lernens im Osten“ (西学东渐) begann die chinesische Geschichtswissenschaft, traditionelle Methoden in Frage zu stellen. Huang Xianfan erkannte die Zeichen der Zeit und verstand die „Neuen Geschichtsschreibung“ (新史学) als eine Möglichkeit, neue Konzepte und Methoden zu entwickeln, neue Quellen zu erschließen und sich mit aktuellen Fragestellungen auseinanderzusetzen.
Als Verfechter dieses neuen geschichtswissenschaftlichen Ansatzes legte Huang Xianfan seine Geschichtsauffassung in seinem Aufsatz „Untersuchung und Kritik der chinesischen Geschichtslehrbücher der letzten drei Jahrzehnte“ ausführlich dar. Er zitierte dabei Robinson: „Die Geschichte gleicht einem Obstgarten, in dem verschiedenartige Bäume wachsen, von denen jeder Früchte mit eigenem Geschmack hervorbringt.“ Mit diesem Gleichnis unterstrich er seine Überzeugung, dass die Geschichtsforschung ganzheitlich und zeitgemäß sein müsse. Die überkommenen Geschichtsauffassungen, so seine Kritik, könnten mit den Ansätzen ausländischer Historiker nicht mehr Schritt halten. Die Zeiten hätten sich gewandelt, und mit ihnen die Bedürfnisse der Menschen. „Während in der Antike“, so führte er aus, „mit Speer und Schild gekämpft wurde, kommen heute Schusswaffen und Geschütze zum Einsatz - ein deutliches Zeichen des Zeitenumbruchs. Die Geschichtswissenschaft muss sich, wie alle anderen Wissenschaften auch, den Anforderungen ihrer Zeit stellen und zu einem Kind ihrer Epoche werden.“ China blickt auf eine jahrtausendealte Geschichte zurück. Im Laufe dieser langen historischen Entwicklung, besonders seit der Begegnung mit westlichem Gedankengut, haben sich gesellschaftliche Strukturen und Institutionen in Form und Wesen grundlegend gewandelt. Die Aufgabe des Historikers sei es, so Huang, diese Veränderungen mit wissenschaftlicher Akribie und entwicklungsgeschichtlichem Blick nachzuzeichnen, um die historische Wahrheit aufzudecken und den Anforderungen der Gegenwart gerecht zu werden. Doch viele chinesische Historiker, beklagte er, seien nach wie vor in einem engen Denkhorizont und konservativen Geist gefangen. Nur wenige hätten diese neue Sichtweise aufgegriffen und in ihre Forschungspraxis umgesetzt. Daher vermittelten die meisten zeitgenössischen Geschichtswerke den Eindruck von „Weltfremdheit und Isolation“.  Seine geschichtstheoretische Position weist dabei eine bemerkenswerte Übereinstimmung mit der bekannten These des italienischen Historikers Benedetto Croce auf: „Alle Geschichte ist zeitgenössische Geschichte.“

### Ethnologie und Anthropologie
Huang Xianfan arbeitete in der Ethnologie hauptsächlich zu Kultur, Religion, Sprachen und Bevölkerungsentwicklung Guangxis. Seine ersten Feldforschungen führten ihn 1940 nach Longsheng und 1943 zum Volk der Dong in den Kreis Sanjiang.
Von 1950 bis 1953 führte er Feldforschungen in den Kreisen Donglan, Tian’e, Fengshan, Pingguo, Tianlin, Longlin, Luocheng, Bama und Dahua durch. Er sammelte Informationen aus mündlichen Überlieferungen und widersprach dem Evolutionismus von Lewis Henry Morgan. Er forschte bei den Yao, Mulam und Gelao. Aus seinen dortigen Studien glaubte er, die Unrichtigkeit von Morgans Theorien ableiten zu können.
Als Anhänger der Theorien des amerikanischen Anthropologen Franz Boas, befürwortete Huang den Kulturrelativismus. Er glaubte, jede Nationalkultur (Kultur einer Ethnie) sei relativ und nur aus sich selbst heraus zu verstehen. Er entwickelte einen historischen Nationalismus: Jede Kultur einer Ethnie habe ihre eigene Geschichte und Entwicklung und man solle nicht versuchen, ein allgemeines Gesetz der Kulturentwicklung zu formulieren.
Huang gilt als Begründer der Bagui-Schule (八桂学派), der ersten von Angehörigen einer ethnischen Minderheit begründeten ethnologischen Schule Chinas, und als einer der führenden Köpfe der chinesischen Nachkriegsethnologie.

### Zhuangologie
Bekannt geworden ist Huang Xianfan als Gründer der Zhuangologie, einer neuen Wissenschaft Chinas. Huang und seine Schüler (wie Huang Zengqing und Zhang Yiming) hatten einen wichtigen Einfluss auf die chinesische Ethnologie. Huang sprach Englisch, Japanisch, Yao, Dong und diverse chinesische Dialekte. Bekanntheit erreichte er durch seine Feldforschungen bei den Zhuang.
Huang Xianfan publizierte zahlreiche Bücher zu Geschichte, Ethnologie, Anthropologie, Folklore, Linguistik und trug maßgeblich zur Erforschung der Zhuang bei. 1957 veröffentlichte er die Guangxi Zhuangzu jianshi (广西僮族简史‚ Kurze Geschichte der Zhuang in Guangxi), das bis dahin wichtigste historische Werk über die Zhuang. Huang wurde zur führenden Autorität der Zhuangologie in China und gilt auch als deren Vater.
Sein Nachlass wird sukzessive von seinen Schülern herausgegeben, darunter Nong Zhigao, Zhuangzu tongshi und Wei Baqun pingzhuan.

## Arbeitsschwerpunkte
Nach 1949 war er Mitglied des Nationalen Volkskongresses und der PKKCV. Während der Hundert-Blumen-Bewegung wurde er als Rechter eingestuft und erst 1979 rehabilitiert.
Huang Xianfan war 1980 Mitbegründer der „Chinesischen Ethnologischen Gesellschaft“ und darüber hinaus auch Mitglied der „Chinesischen Gesellschaft für Dong-Son-Kultur“ und der „Forschungsgesellschaft für die Nationalitäten Südwestchinas“. Außerdem fungierte er 1980 und 1981 als Präsident der „Chinesischen Gesellschaft zur Erforschung der Geschichte der Hundert Yue-Völker“.

## Tod und Grabstätte
Am 18. Januar 1982 verstarb Huang Xianfan im Alter von 84 Jahren an den Folgen einer Hirnblutung im angegliederten Krankenhaus der Medizinischen Hochschule Guilin. Nach dem Tod von Professor Huang Xianfan veranstaltete die Guangxi-Universität für Lehrerbildung eine Gedenkfeier zu seinen Ehren. Anschließend wurde seine Asche nach Nanning, dem Verwaltungssitz des Autonomen Gebiets Guangxi der Zhuang-Nationalität, überführt und im Märtyrerfriedhof beigesetzt. Dort fand eine Abschiedszeremonie statt, bei der seine Asche in der ersten Kammer des Mausoleums ihren Platz fand. Der Märtyrerfriedhof ist die letzte Ruhestätte bedeutender Persönlichkeiten und Nationalhelden Guangxis. Die Beisetzung an diesem Ort würdigt die akademischen Verdienste von Professor Huang. Heute ruht der Gelehrte, der Herausragendes zur Erforschung der chinesischen Geschichte und ethnischen Studien beigetragen hat, an der Seite anderer historischer Persönlichkeiten auf diesem bedeutsamen Ehrenfriedhof.

## Ehrungen
Am 13. November 1998 stiftete die Mittelschule Guilin das „Huang-Xianfan-Stipendium“, das jährlich an seinem Geburtstag verliehen wird. Im November 1999 veranstaltete die Guangxi-Universität für Lehrerbildung ein Symposium zum 100. Geburtstag von Professor Huang Xianfan und gründete das „Huang-Xianfan-Stipendium für herausragende Studierende ethnischer Minderheiten“ sowie den „Professor-Huang-Xianfan-Fonds für mutige Taten“.
Am 13. November 2003 gründete die Guangxi-Universität für Lehrerbildung den „Huang Xianfan-Publikationsfonds“. Am 10. September 2022, zeitgleich mit dem Lehrertag und dem Mittherbstfest, veranstaltete das Amt für Kultur und Sport des Kreises Fusui im Geburtsort von Herrn Huang Xianfan eine Enthüllungszeremonie für dessen Bronzestatue. Im November 2023 errichtete die Guangxi-Universität für Lehrerbildung auf ihrem Yanshan-Zweigcampus eine Bronzestatue zum Gedenken an den 124. Geburtstag von Professor Huang Xianfan.

## Einflüsse und Vermächtnis
Im November 1999, nach dem Symposium zum 100. Geburtstag von Professor Huang Xianfan, gab die Guangxi-Universität für Lehrerbildung die Gedenkschrift „Festschrift zum 100. Geburtstag von Professor Huang Xianfan“ heraus.
Im Juli 2004 veröffentlichte die Guangxi-Universität für Lehrerbildung zu Ehren der wissenschaftlichen Leistungen von Professor Huang Xianfan den Band „Erste Erkundungen zur Interpretation alter chinesischer Texte – Ausgewählte wissenschaftliche Aufsätze von Huang Xianfan“.
Am 21. August 2017 wurde das ehemalige Wohnhaus von Huang Xianfan zum Kulturerbe des Kreises Fusui erklärt.
Im Jahr 2018 wurde im Nanhu-Park in Nanning, Guangxi, ein Gedenkweg für berühmte Persönlichkeiten angelegt, auf dessen Bodenplatten eine kurze Biografie von Huang Xianfan eingraviert ist.
In den 1950er Jahren gründete Huang Xianfan an der Guangxi Normaluniversität die Bagui-Schule, die als erste ethnologische Schule in China gilt. Die Schule, bestehend aus Zhuang-Forschern verschiedener Universitäten und ethnologischer Forschungsinstitute, widmete sich der Erforschung der Kultur und Geschichte der Zhuang-Minderheit in Guangxi. Die Bagui-Schule setzte sich für die Gleichheit aller ethnischen Gruppen in China ein und verfolgte einen wissenschaftlichen Ansatz in der ethnologischen Forschung. Die Schule lehnte ethnischen Chauvinismus ab und entwickelte ein eigenes Forschungskonzept. Ihr Einfluss reicht bis in die Gegenwart, mit verschiedenen Zweigen, die sich mit der Geschichte der Zhuang beschäftigen. Die Bagui-Schule hat einen erheblichen Beitrag zur Entwicklung der chinesischen Ethnologie in der zweiten Hälfte des 20. Jahrhunderts und darüber hinaus geleistet.
Die Bagui-Schule hat die ethnologische Forschung in China nicht nur revolutioniert, sondern auch maßgeblich dazu beigetragen, das Bewusstsein für die Kultur und Identität der Zhuang zu stärken. Mit ihrem interdisziplinären Ansatz, der Anthropologie, Soziologie und Geschichte vereint, ermöglicht sie ein tiefgreifendes Verständnis der Zhuang-Gesellschaft. Die Grundsätze der Bagui-Schule – insbesondere die Betonung von Gleichberechtigung und gegenseitigem Respekt zwischen allen ethnischen Gruppen – haben den gesellschaftlichen Dialog in China nachhaltig geprägt und sowohl politische als auch soziale Debatten beeinflusst. Im Bildungsbereich hat die Schule wegweisende Programme entwickelt, die ethnologische Perspektiven in den Mittelpunkt stellen und damit eine neue Generation von Forschenden hervorbringen. Die weltweite Anerkennung ihrer wissenschaftlichen Arbeit hat zudem das Ansehen der chinesischen Ethnologie international gestärkt und zu einem besseren Verständnis der ethnologischen Forschung in China beigetragen.
Die Wunu-Schule, auch bekannt als die "Keine-Sklaverei-Schule", entstand in der zweiten Hälfte des 20. Jahrhunderts in China. Diese Strömung innerhalb der Geschichtsschreibung vereint Historiker, die die Ansicht teilen, dass China niemals eine Sklavengesellschaft im traditionellen Sinne des Wortes hatte. Ihrer Meinung nach ist eine Sklavengesellschaft keine notwendige Phase in der Entwicklung aller Gesellschaften. Die Schule wurde von Huang Xianfan gegründet. Zu den Mitgliedern, die hauptsächlich an verschiedenen chinesischen Universitäten und Forschungseinrichtungen tätig sind, gehören bekannte Historiker wie Zhang Guangzhi, Zhang Yimin, Huang Zengqing, Huang Weicheng, Wei Wenxuan, Yu Shijie, Mo Jinshan, Wang Changkun, Lu Kuanmin und Chen Chun.
Die Wunu-Schule ist in China Gegenstand akademischer Debatten und öffentlichen Interesses, da sie von bestimmten traditionellen marxistischen Interpretationen über das Vorhandensein einer Sklavengesellschaft in der chinesischen Geschichte abweicht. Ihre Kritik an dem vorherrschenden Narrativ, das Sklaverei als eine universelle Phase der gesellschaftlichen Entwicklung betrachtet, hat zu anhaltenden Diskussionen und einer Neubewertung der historischen Entwicklung Chinas geführt.
Die Wunu-Schule hat nicht nur die akademische Debatte in China geprägt, sondern auch das Selbstverständnis der chinesischen Geschichtsschreibung beeinflusst. Historiker sind zunehmend dazu angeregt worden, alternative Ansätze zur Analyse der gesellschaftlichen Entwicklung Chinas zu verfolgen. Dies hat zu einer Diversifizierung der historiografischen Methoden und Theorien geführt. Durch die Ablehnung der Idee einer Sklavengesellschaft wird das Verständnis der sozialen und wirtschaftlichen Strukturen des alten China neu bewertet. Die Schule hat innovative Theorien entwickelt, die die Rolle von Feudalismus, Kolonialismus und anderen Faktoren in der chinesischen Geschichte neu beleuchten. Darüber hinaus hat die Wunu-Schule die Einbeziehung interdisziplinärer Ansätze wie Anthropologie und Soziologie in die historische Analyse gefördert. Dies hat zu einem reicheren Verständnis der sozialen Dynamiken in China geführt.

## Werke (Auswahl)
- „Grundriss der allgemeinen Geschichte Chinas“ (in drei Bänden). Beiping: Commercial Press, 1932–34 (Erstausgabe), 2013 (Nachdruck: Verlag für Internationalen Rundfunk China). (Google Bücher)
- „Eine Allgemeine Übersicht über die Gesellschaft der Tang-Dynastie“, Shanghai: Commercial Press (Shangwu Yinshuguan), 1936 (Erstausgabe), 1937 (nachgedruckt), 2009 (Nachdruck der Jilin Publishing Group). (Google books)
- „Kurze Geschichte der Zhuang von Guangxi“ (hektographiert). Nanning: Verlag des Volkes Guangxi,1957.(Google Bücher)
- „Allgemeine Geschichte der Zhuang“ (Nachgelassene Schriften), Nanning: Verlag der Nationalitäten Guangxi, 1988. ISBN 7-5363-0422-6.

(Google Bücher)
- „Wei Baqun – Eine kommentierte Biographie“ (Nachgelassene Schriften). Guilin: Verlag der Guangxi-Universität für Lehrerbildung, 2008. ISBN 978-7-5633-7656-8.(Google Bücher)
- „Chinas Geschichte kannte keine Sklavengesellschaft – Auch über die antiken Sklaven der Welt und ihre sozialen Formen“ (Nachgelassene Schriften). Guilin: Verlag der Guangxi-Universität für Lehrerbildung, 2015. (Guangxi-Universität für Lehrerbildung) (Google Bücher)

## Bibliographie
- Chen Jisheng (Versuch über das Verdienst des berühmten Historikers der Zhuang-Nationalität, Huang Xianfan, für die Realisierung und den Aufbau einer ‚Neuen Geschichtsforschung‘ Chinas im 20. Jahrhundert, 陈吉生: 试论壮族著名史学家黄现璠对20世纪中国“新史学”实践与建设的贡献). In: 广西民族研究 Guangxi minzu yanjiu (Nationalitätenforschung Guangxi), Nanning 2007, Heft 1, S. 80–104. ISSN 1004-454X.